# 1968年夏季奧林匹克運動會越南代表團
越南共和國（南越）在墨西哥墨西哥城主辦的1968年夏季奧林匹克運動會共派出七男二女九名運動員參賽。

## 田徑
男子十項全能
- 胡幸福（英语：Ho Henh Phươc）

## 單車
個人公路賽
- 裴文黃（英语：Bùi Văn Hoàng）
- 張金雄（英语：Trương Kim Hùng）

## 劍擊
男子佩劍
- 阮世祿（英语：Nguyễn Thế Lộc）

## 射擊
25米手槍
- 武文名（英语：Vũ Văn Danh）

50米手槍
- 胡明秋（英语：Hồ Minh Thu）
- 楊文寅（英语：Dương Văn Dan）

## 游泳
女子100米自由泳
- 阮明心（英语：Nguyễn Minh Tam）

女子100米背泳
- 阮氏美蓮（英语：Nguyễn Thị Mỹ Liên）

## 外部連結
- Official Olympic Reports